# Jakowlew (Familienname)
Jakowlew bzw. Jakovlev ist ein russischer Familienname.

## Namensträger
- Alexander Alexandrowitsch Jakowlew (1879–1951), russisch-sowjetischer Architekt
- Alexander Anatoljewitsch Jakowlew (1946–2016), russischer Schauspieler
- Alexander Iwanowitsch Jakowlew (1863–1909), russischer Insektenkundler
- Alexander Jewgenjewitsch Jakowlew (1887–1938), russischer Maler, Zeichner und Designer
- Alexander Nikolajewitsch Jakowlew (1923–2005), sowjetischer Politiker
- Alexander Sergejewitsch Jakowlew (1906–1989), russischer Flugzeugkonstrukteur, Gründer des Konstruktionsbüros Jakowlew
- Alexander Stepanowitsch Jakowlew (1886–1953), russischer Schriftsteller
- Andrei Alexejewitsch Jakowlew (* 1992), russischer Tennisspieler
- Andrej Alexandrowitsch Jakowlew (* 1966), russischer Ökonom
- Anatoli Jakovlev (* 1990), estnischer Eishockeyspieler
- Borys Jakowlew (1945–2014), sowjetisch-ukrainischer Geher
- Dmitri Jakowlew (* 1988), kasachischer Beachvolleyballspieler
- Gennadi Pawlowitsch Jakowlew (* 1938), russischer Botaniker
- Ioan Igorewitsch Jakowlew (* 1998), russischer Fußballspieler

- Iwan Alexejewitsch Jakowlew (Adeliger) (1767–1846), russischer Adeliger; leiblicher, nichtehelicher Vater von Alexander Iwanowitsch Herzen
- Iwan Alexejewitsch Jakowlew (Physiker) (1912–2000), russischer Physiker
- Iwan Dmitrijewitsch Jakowlew (1910–1999), sowjetisch-russischer Politiker
- Iwan Gennadjewitsch Jakowlew (* 1995), russischer Volleyballspieler
- Iwan Jakowlewitsch Jakowlew (1650–1707), russischer Staatsbeamter, Leibgardist und Schiffbauer
- Iwan Jeremejewitsch Jakowlew (1787–1843), russischer Maler
- Iwan Kirillowitsch Jakowlew (1918–2002), russischer Armeegeneral
- Jakow Arkadjewitsch Jakowlew (1896–1938), sowjetischer Parteifunktionär
- Jegor Konstantinowitsch Jakowlew (* 1991), russischer Eishockeyspieler
- Jegor Andrejewitsch Jakowlew (* 1996), russischer Eishockeyspieler
- Jegor Wladimirowitsch Jakowlew (1930–2005), russischer Journalist und Schriftsteller
- Jewgeni Jakowlew (* 1980), kasachischer Radrennfahrer
- Juri Wassiljewitsch Jakowlew (1928–2013), russischer Schauspieler
- Konstantin Konstantinowitsch Jakowlew (1907–1978), sowjetisch-russischer Generalmajor
- Michail Sergejewitsch Jakowlew (* 2000), israelisch-russischer Radsportler
- Nikolai Dmitrijewitsch Jakowlew (1898–1972), sowjetischer Marschall der Artillerie
- Nikolai Nikolajewitsch Jakowlew (Geologe) (1870–1966), russischer Geologe, Paläontologe und Hochschullehrer
- Nikolai Nikolajewitsch Jakowlew (Biochemiker) (1911–nach 1990), sowjetischer Arzt und Biochemiker
- Nikolai Nikolajewitsch Jakowlew (Historiker) (1927–1966), sowjetischer Historiker, Amerikanist und Publizist
- Paul Iwan Jakowlew (1894–1983), US-amerikanischer Neuropathologe
- Pawel Kusmitsch Jakowlew (* 1958), sowjetisch-russischer Mittel- und Langstreckenläufer
- Postnik Jakowlew (16. Jh.), russischer Architekt
- Roman Nikolajewitsch Jakowlew (* 1976), russischer Volleyballspieler
- Sawwa Jakowlewitsch Jakowlew (1712–1784), russischer Unternehmer, Großindustrieller und Mäzen
- Sergei Jakowlew (* 1976), kasachischer Radrennfahrer
- Wassyl Jakowlew (* 1972), ukrainischer Radrennfahrer
- Weniamin Fjodorowitsch Jakowlew (1932–2018), russischer Jurist
- Wjatscheslaw Jurjewitsch Jakowlew (* 1960), sowjetischer Boxer
- Wladimir Jakowlew (Maskenbildner) (1899–2000), russischer Maskenbildner
- Wladimir Anatoljewitsch Jakowlew (* 1944), russischer Politiker
- Wladimir Jegorowitsch Jakowlew (* 1959), russischer Journalist
- Wladimir Nikolajewitsch Jakowlew (* 1954), russischer Armeegeneral
- Wladislaw Gennadjewitsch Jakowlew (* 2002), russischer Fußballspieler
- Wsewolod Fjodorowitsch Jakowlew (1895–1974), sowjetischer General